# Graham Johnson
Graham Johnson (* 10. Juli 1950 in Bulawayo, Rhodesien) ist ein britischer Pianist und Liedbegleiter.

## Laufbahn
Johnson kam bereits als 17-Jähriger nach London, um dort an der Royal Academy of Music zu studieren. Unter seinen Lehrern sind insbesondere Gerald Moore und Geoffrey Parsons zu erwähnen. Mit 22 Jahren wurde Johnson 1972 als Pianist zu Peter Pears’ erster Meisterklasse in The Maltings herangezogen, was ihn auch mit Benjamin Britten in Kontakt brachte und zu einem wesentlichen Impuls wurde, seine Laufbahn als Liedbegleiter zu begründen.
1976 gründete er gemeinsam mit den Sänger(inne)n Felicity Lott, Ann Murray, Anthony Rolfe Johnson und Richard Jackson den Songmakers’ Almanac, um bis dahin vernachlässigtes Repertoire von klavierbegleiteter Vokalmusik wieder aufzuführen. Dies führte über die nächsten Jahrzehnte zur Erarbeitung von über 250 verschiedenen Liederabend-Programmen.
Graham Johnson begleitete Sänger wie u. a. Thomas Allen, Victoria de los Ángeles, Elly Ameling, Arleen Augér, Janet Baker, Juliane Banse, Ian Bostridge, Elizabeth Connell, Brigitte Fassbaender, Matthias Goerne, Thomas Hampson, Simon Keenlyside, Angelika Kirchschlager, Philip Langridge, Sergei Leiferkus, Marjana Lipovšek, Edith Mathis, Hanno Müller-Brachmann, Lucia Popp, Christoph Prégardien, Margaret Price, Thomas Quasthoff, Dorothea Röschmann, Peter Schreier, Elisabeth Schwarzkopf.
Zu seinen besonderen Verdiensten zählt die Gesamtaufnahme des Schubertschen Liedschaffens mit vielen international namhaften Liedinterpreten auf dem Label Hyperion Records, bekannt unter der Bezeichnung The Hyperion Schubert Edition. Anschließend initiierte er ähnliche Projekte für dasselbe Label mit den Liedern Robert Schumanns und Gabriel Faurés. Darüber hinaus nahm er zahllose CDs mit englischen Kunstliedern und thematisch gegliederten Liedgruppen für Hyperion und Collins auf.
All diese Aufnahmen erlangten ihren Ruhm nicht nur durch den eigentlichen pianistischen Anteil Johnsons, sondern auch durch seine ausgezeichnet recherchierten Erläuterungen zu den Programmen in den von Johnson selbst verfassten umfangreichen Beiheften der CDs.
Auch seine Aufnahme von Francis Poulencs Mélodies mit Felicity Lott erlangte besonderen Ruhm. Weiters nahm er Lieder von Saint-Saëns, Reynaldo Hahn, Déodat de Séverac, Emmanuel Chabrier und Louis Durey auf, um nur einige Namen zu nennen.
Johnson ist einer der wesentlichen Repräsentanten des Konzertbetriebs der Wigmore Hall in London.
Johnson ist außerdem Verfasser von Büchern über das französische Kunstlied (gemeinsam mit Richard Stokes), einer Dokumentation von Vorlesungen über die Lieder Benjamin Brittens, und eines Buches über die Lieder Gabriel Faurés.
Johnson ist Dozent und hält Meisterklassen an Musikhochschulen und bei Festspielen ab.
Im Jahr 2010 wurde ihm die Ehrenmitgliedschaft der Royal Philharmonic Society (RPS) verliehen. Sein Lebenspartner ist der Baritonsänger Brandon Velarde.

## Bibliografie
- The Songmakers’ Almanac. Twenty Years of Recitals in London. Thames Publishing, 1997
- (mit Richard Stokes) A French Song Companion. Oxford University Press, 2000
- Britten, Voice & Piano. Lectures on the Vocal Music of Benjamin Britten. Guildhall, 2003
- Gabriel Fauré. The Songs and Their Poets. Guildhall, 2009
- Franz Schubert: The Complete Songs. 3 vols, with song text translations by Richard Wigmore, New Haven and London: Yale University Press, 2014, ISBN 978-0-300-11267-2